# 沃尔萨德县

沃尔萨德县在古吉拉特邦的位置以紅色標示

沃尔萨德县（Valsad district）为印度古吉拉特邦辖县。该县地处古邦东南部，县域东部和南部与马哈拉施特拉邦、中央直辖区达德拉-纳加尔哈维利县接壤，北部与瑙萨里县接邻，西临达曼-第乌的达曼县和坎贝湾。全县面积5,244平方公里，2011年人口1,703,068人，其中城镇人口27.02％。行政中心驻沃尔萨德市。